# Parlophone
Parlophone Records é uma gravadora conhecida por ter lançado os oito primeiros álbuns dos The Beatles. 
Foi fundada na Alemanha em 1896 pela Carl Lindström Company como Parlophon, a filial britânica surgiu em 1923 como "Parlophone Records" e tornou-se, durante os anos 1920, um selo líder no jazz. 
Em 1927 foi adquirida pela Columbia Gramophone Company, que mais tarde se tornaria a EMI Music. No Brasil ela funcionava como uma Divisão da EMI-Odeon. Em 2013 foi adquirida pela Warner Music, antiga WEA Discos, que não incluiu na transação o catálogo dos Beatles (em grupo e como cantores-solo), que ficou com a Universal Music, detentora da maior parte dos selos que eram da EMI.

## Artistas
- Adam Faith
- Alice in Chains
- All Saints
- Atlanta Smith
- Athlete
- Babyshambles
- Bat for Lashes
- The Beatles
- Bebe Rexha
- Becky Hill
- Beverley Knight
- Bliss
- Blur
- Bobby Lewis
- Bobby Tench
- Chiddy Bang
- The Chemical Brothers
- Chic feat Nile Rodgers
- Coldplay
- David Bowie
- David Guetta
- Dick James
- Divine Comedy
- Dorothy Squires
- Duran Duran
- Dusty Springfield
- Eliza Doolittle
- The Fourmost
- Gabrielle Aplin
- Gass
- Gesaffelstein
- Goldfrapp
- The Good, the Bad and the Queen
- Gorillaz
- Gyllene Tider
- Hollies
- Humphrey Lyttelton
- Idris Elba
- Interpol
- Iron Maiden
- Jamelia
- Jewrag
- Jim Dale
- John Barry Seven
- John Lennon
- Kay Kyser
- Keith Kelly
- King Brothers
- Kraftwerk
- Kylie Minogue
- Late of the Pier
- Laurie London
- Lily Allen
- Love Sculpture
- Mansun
- Maroon 5
- Medina
- Morning Parade
- Morrissey
- MPHO
- Mrs Mills
- Otis Waygood
- The Paramounts
- Pablo Alborán
- Paul McCartney
- Pet Shop Boys
- Pink Floyd
- Duffy Power
- Queen
- Radiohead
- Rappin P
- Roxette
- Scarlet Party
- Shane Fenton
- Sky Ferreira
- Supergrass
- Temperance Seven
- Teresa Teng
- Tina Turner
- Tinie Tempah
- The Verve
- Two Door Cinema Club
- Vince Taylor
- Vipers Skiffle Group
- Waltari